# Liste von Kampfkunst-/Kampfsport- und Selbstverteidigungsbüchern von den Jahren 1700-1963
Liste von Büchern mit dem Thema Kampfkunst-/Kampfsport- und Selbstverteidigung die in den Jahren 1700–1963 geschrieben und erstmals veröffentlicht wurden.
Die Aufzählung der Bücher soll helfen die Entwicklungsgeschichte von Kampftechniken nachzuvollziehen.
Für ältere Bücher: siehe Liste von Kampfkunstbüchern aus Mittelalter und Renaissance
| Jahreszahl | Name des Buchs und Autor sowie kurze Beschreibung |
| ---------- | --- |
| 1707       | - New Short Method of Fencing, Sir William Hope, Kulturkreis: Englischsprachiger Raum |
| 1716       | - Hagakure, japanisch, Kriegerideologie, auch hunderte Jahre später als Heftchen für NS-Soldaten (in deutscher Übersetzung für die Waffen-SS, sowie auch in Teilen der Philosophie eingearbeitet in: „SAMURAI Ritter des Reiches in Ehre und Treue“) oder für japanische Selbstmordkrieger wie Kamikazeflieger herausgegeben, Ideologie des Krieges um zu siegen und den Gegner einzuschüchtern. Philosophisches Werk. Wird wie Fünf Ringe auch als Lebensratgeber und Manegmenthandbuch gelesen. |
| 1728       | - The Expert Sword-man's Companion; or the True Art of Self-Defence. With all Account of the Author's Life and his Transactions during the Wars with France. To which is annexed, The Arts of Gunnerie, Illustrated with 22 etched copper plates, Donald McBane, Published Glasgow |
| 1739       | - Kahn, Anton Friedrich: Anfangsgründe der Fechtkunst nebst einer Vorrede von dem Nutzen der Fechtkunst und dem Fortzugen dieser Anweisung. Göttingen |
| 1763       | - Domenico Angelo: The School of Fencing |
| 1790       | - Anti-Pugilism or, The Science of Defence exemplified in short and easy lesson...of the broadsword ans singlestick by a highland officer, Published London, von G. Sinclair |
| 1791       | - Lecture on The Art of Defence, Archibald MacGregor, Published Paisley, von J Neilson |
| 1799       | - The Guards and Lessons of the Highland Broadsword von Henry Angelo |
| 1804       | - Art of Defence on Foot With the Broadsword and Saber: adapted also for Spadroon, or Cut and Thrust Sword, John Taylor |
| 1805       | - Thomas Mathewson: Fencing Familiarized, Or, A New Treatise on the Art of the Scotch Broad Sword: Shewing the Superiority of that Weapon, when Opposed to an Enemy, Armed with a Spear, Pike, Or Gun and Bayonet (Treatise on the Art of the Scotch Broadsword) |
| 1808       | - Dr. Johannes Wilhelm Roux: Anleitung der Fechtkunst nach mathematisch-physikalischen Grundsätzen bearbeitet von Dr. Joh. Wil. Roux, Lehrer der Mathematik und Fechtkunst, am Pageninstitute zu Gotha. Mit 10 Kupfern. Jena, im Verlage der academischen Buchhändler |
| 1824       | - Charles Roworth: The art of defence on foot with the broadsword and sabre. Adapted also for the spadroon, or cut and thrust sword, New York |
| 1849       | - Roux, Friedrich August Wilhelm: Die Kreussler'sche Stossfechtschule. Zum Gebrauch für Academieen und Militärschulen nach mathematischen Grundsätzen. Jena - Manual del Baratero oder in der englischsprachigen Übersetzung (die viele Jahrzehnte und ein Jahrhundert später erfolgt ist): Manual Of The Baratero: The Art of Handling the Navaja, the Knife, and the Scissors of the Gypsies - 1849, Sprache: Spanisch, Thema: Kämpfen mit einem traditionellen Spanischen Klappmesser das als Navaja bezeichnet wird, und von Messerstechern, Banditen, Auftragsmördern, Gentleman und der normalen Bevölkerung gleichermaßen getragen wurde. Diese Art des Messerkampfes schwappte ein wenig auch nach Mittelamerika über. Kulturkreis: Spanien und teilweise ehemalige Spanische Kolonien, die aber sicher nicht durch das Buch, sondern von Menschen mit spanischem Messerkampfskill aus Europa unterrichtet wurden. |
| 1862       | - Manual of bayonet exercise : prepared for the use of the Army of the United States by McClellan, George Brinton |
| 1863       | - Die Boxkunst: Anleitung zur selbständigen Erlernung des Hand- und Fussboxens von Jacob Happel, Leipzig |
| 1886       | - Leitfaden zum Unterrichte im Stock-, Rapier-, Säbel- und Bajonett-Fechten von Major Joseph Feldmann, Zweite Auflage, Wien, Kulturkreis: Deutschsprachiger Raum |
| 1889       | - Alfred Hutton: Cold Steel: A Practical Treatise on the Sabre - L'Art de la Boxe Française Et de la Canne: Nouveau Traité Pratique Et Théorique von Joseph Charlemont, beschreibt Savate-Techniken (hier bereits mit Boxschlägen). Kulturkreis: Frankreich |
| 1890       | - Broadsword and Singlestick von R. c. Allanson-Winn, C. Phillipps-Wolley, Kulturkreis: England |
| 1899       | - Barbasetti, Cav. Luigi: Das Säbelfechten. Wien |
| 1901       | - Alfred Schaer: Die altdeutschen Fechter und Spielleute. Ein Beitrag zur deutschen Culturgeschichte, Strassburg - Physical culture and self-defense von Robert Bob Fitzsimmons (1863–1917) das Buch behandelt Übungen zur Körperkräftigung, so Atemübungen, und auch Boxen. Kulturkreis/Weltregion: Großbritannien, USA |
| 1906       | - Masao Tsusumi, Katsukuma Higashi, Die Selbstverteidigung nebst einem Anhange über Kuatsu, Tetzlaff, Berlin, handelt von Jiu Jitsu und der Kunst der Wiederbelebung. Higashi beeinflusste als Lehrer Erich Rahn, der Judo in Deutschland verbreitete. Kulturkreis: Deutsche Sprachgebiete, später unter NS-Herrschaft Deutsches Reich (Österreich, Deutschland, Danzig etc.) Durch die Verbreitung von Judo wiederum konnte erst Karate später dann in Deutschland wachsen, da auf vorhandene Strukturen zurückgegriffen wurde, bis sich Karate vom Judo löste, und eigenständige Verbände gründete. |
| 1915       | - Shanghai Municipal Police Manual of Self-Defence, Kulturkreis: Shanghai |
| 1917       | - Bayonet training manual used by the British forces konzentriert sich auf den Kampf mit dem Bajonett auf dem Gewehr. Kulturkreis: Großbritannien |
| 1918       | - Hand-To-Hand Fighting A System of Personal Defence For The Soldier by AE. Marrio TT, Kulturkreis: US-Army - Bayonet training manual by School of Arms (Fort Sill, Okla.), 1918, Kulturkreis: United States Army (USA) - How to out-think your opponents: or, T.N. tactics for close-in fighting by Williams, Al, 1918, Kulturkreis/Weltregion: USA - Hand to Hand Fighting: the Use of Bayonet by Billings, Haskell C, Kulturkreis/Weltregion: USA |
| 1919       | - Self-defence for the Individual von Sandow, Billy C Kulturkreis: US-Army |
| 1923       | - 1923 The Walking Stick Method of Self Defence von H. G. Lang, Kulturkreis: Englischsprachiger Raum, beeinflusst von Pierre Vigny, einem Schweizer Kampfkunstmeister, der an der (auch zum Teil japanischen durch auch Japanische Kampflehrer-) britischen Bartitsu-Schule in London lehrte. |
| 1925       | - Rentan Goshin Toudi Jutsu von 船越 義珍 Gichin Funakoshi, beschreibt Karate-Techniken. Kulturkreis/Weltregion: Japan |
| 1926       | - Die Unsichtbare Waffe (Jiu Jitsu) geschrieben von Jiujitsu und Judo-Pionier Erich Rahn (* 1. Mai 1885 in Berlin; † 5. Juli 1973 in Berlin), Verlag Guido Hackebeil A.G., Berlin, Kulturkreis: Deutschsprachiger Raum - Defendu veröffentlicht 1926 von William E. Fairbairn (28. Februar 1885 – 20. Juni 1960) William E. Fairbairn begründete sein eigenes Nahkampfsystem aus Asiatischen und Europäischen Kampfmethoden, die er vereinfachte. Siehe auch Wikipedia-Artikel Defendu/Gutter Fighting, Kulturkreis/Weltregion: USA, Großbritannien, Shanghai |
| 1930       | - J.H. Fitzgerald veröffentlicht sein Buch Shooting Kulturkreis: englischsprachiger Raum |
| 1931       | - Scientific Self-Defence, 1931 von William E. Fairbairn. Kulturkreis/Weltregion: Englischsprachige Länder |
| 1934       | - unbekanntes Datum, aber Veröffentlichung 1934 Bubishi, veröffentlicht in Japan, Sprache altchinesisch, geht um Kampf und Selbstverteidigungstechniken; Beinhaltet auch Grappling und Heilkräuter. |
| 1935       | - Karate Do Kyohan dieses Buch wurde geschrieben von 船越 義珍 Gichin Funakoshi, dem Gründer des Shotokan karate-do, er beschreibt darin seine Kampftechniken. Kulturkreis/Weltregion: Japan |
| 1942       | Von William E. Fairbairn: - All-In Fighting - Get Tough - Self Defence for Women and Girls 1942? - Hands Off!: Self-Defense for Women 1942? - Shooting to Live, co-authored by Eric Anthony Sykes Von anderen Autoren: - Combat Without Weapons von Leather. E. Hartley Kulturkreis/Weltregion: Großbritannien, USA |
| 1943       | - How to Prepare for Military Fitness. New York: W. W. Norton & Company. von Milton Francois D'Eliscu, Kulturkreis: USA - (?) Abwehr Englischer Gangster-Methoden „silent killing“ stilles töten von A.O.K. Norwegen (Armeeoberkommando Norwegen der in seiner personalen Zusammensetzung deutsch-österreichischen Wehrmacht des sogenannten deutschen Reiches) - Teaching Amerikan Art of Self Protection from Hollywood to Guadalcanal Streamlined Jiu-Jitsu von Samuel B. Cummings - COMBATO: The Art of Self-Defence von Bill Underwood, Kulturkreis: Kanada, USA? und Großbritannien das Buch wurde für Frauen, Männer, Zivilisten wie Krieger beim Militär gleichermaßen geschrieben. - Judo and Its Use in Hand-To-Hand Combat von William Caldwell, Kulturkreis: USA |
| 1944       | - Combato: Self-Defense for Women von Bill Underwood (siehe auch Defendo/Combato) Kulturkreis: englischsprachige Weltregionen - Dirty Fighting an Introduction to the principles of combat without weapons by LT. David W. (and) Morrah JR. AAA School, Camp Davis, N.C. Kulturkreis: US-Armee (USA) 1944? - Do or Die von A. J. D. Biddle behandelt die Aspekte des Nahkampfes. Eher generelle Betrachtung über den Nahkampf, statt Anleitung zu einzelnen Kampftechniken. - AMERICAN Combat JUDO by BERNARD J. COSNECK 200 PHOTOGRAPHS ILLUSTRATING JIU JITSU WRESTLING, FOOT·FIGHTING AND POLICE TACTICS, 1944, Kulturkreis/Weltregion: USA |
| 1945       | - Hand to Hand Combat. Infantry School (U.S.) von Milton Francois D'Eliscu, Kulturkreis: USA - Combat Judo by Staff Sergeant Robert L. Carlin Combat Conditioning Instructor United States Marine Corps, Kulturkreis: USA - Hand to Hand Combat for Amphibious Scouts by Training Aids Office For Amphibious Scouts, Ft. Pierce, Florida, 1945, Kulturkreis: USA |
| 1946       | - Your Hands...Secret Weapons! von Brooks Mendell, Kulturkreis: USA |
| 1950       | - Defendo: Police System of Self-defence: for Military and Civilian Police, Security Guards, Bank Messengers, Etc von Bill Underwood |
| 1951       | - Self Defence (Barnes Sport Library) by Weasly Brown Lieutenant Commander, U.S.N, Kulturkreis: USA |
| 1952       | - Cold Steel von John Styers, Kulturkreis: US-Army, Seiten zum Bajonettkampf (darum geht es hauptsächlich) sind heute unnötig geworden. |
| 1954       | - SCIENTIFIC UNARMED COMBAT The Art Of Dynamic Self-Defence The Ancient Asian Psycho-Physical Study by R. A. VAIRAMUTTU Master of „Cheena-Adi“ and „Ju-Jutsu“ Self-Defence Arts Founder and Chief Instructor, School of Dynamic Self-defence, Kulturkreis/Weltregion: Englischsprachige Länder, gedruckt in: London, New York, Toronto, Cape Town, Sydney (Australien) |
| 1955       | - Neue Griffe und Kniffe im Jiu-Jitsu/Judo, Waffenlose Selbstverteidigung. Falken-Verlag, von Erich Rahn |
| 1957       | - Ich lerne Jiu-Jitsu. Fackelverlag, von Erich Rahn |
| 1958       | - Canon of Judo Principle and Technique by Mifune Kyūzō 10th Dan, Kulturkreis: Japan (die japanische Version) und englischsprachige Weltregionen (die englischsprachige Variante) |
| 1962       | - Kill or get Killed von Rex Applegate, einem Schüler William E. Fairbairns, behandelt grob die wichtigsten Bewegungen im Nahkampf. Hat Kultstatus inne. Ähnelt Fairbairns Beschreibungen. |
| 1963       | - Chinese Gung Fu: The Philosophical Art of Self Defense von Bruce Lee, beschreibt seine Kampfphilosophie und an Wing Chung angelehnte Kampftechniken. Kulturkreis: Englischsprachiger Raum - Bruce Tegner's Complete book of self-defense beinhaltet Judo, Jiu Jitsu, Karate, Savate, Aikido, Kulturkreis: Englischer Sprachraum |